# Tvihøgda
Tvihøgda är ett berg i Antarktis. Det ligger i Östantarktis. Norge gör anspråk på området. Toppen på Tvihøgda är 2 718 meter över havet, eller 314 meter över den omgivande terrängen. Bredden vid basen är 2,1 km.
Terrängen runt Tvihøgda är varierad. Trakten är obefolkad. Det finns inga samhällen i närheten. 